# إنيكو بولوباش
إنيكو بولّوباش (بالمجرية: Bollobás Enikő)‏ (وُلدت في التاسع عشر من شهر يونيو عام 1952 في بودابست، المجر) عالمة أدبية مجرية، وبروفيسورة في قسم الدراسات الأمريكية في جامعة أوتفوش لوراند في بودابست. وهي عضو في الأكاديمية المجرية للعلوم.

## حياتها وعملها
ألفت بولوباش عدداً من الكتب في مجال الآداب، والكثير من المقالات النقدية والثقافية. تخرجت بولوباش من جامعة أوتفوش لوراند، وعملت ضمنها منذ عام 1990 بصفتها معيدة، ثم بروفيسورة لاحقاً، إذ شاركت في إنشاء قسم الدراسات الأميركية مع زميليها زولتان كوفيتشش وغيولا كودولاني.
في الكثير من المناسبات، سافرت بولوباش إلى الولايات المتحدة الأميركية بصفتها بروفيسورة أو أستاذة زائرة، حيث زارت جامعة أوريغون وجامعة آيوا وجامعة كاليفورنيا سان دييغو. ودُعيت إلى إلقاء خطابات في عدد من الجامعات، من ضمنها جامعة كامبردج (إنجلترا) وجامعة ييل وبيركلي وستانفورد وجورج تاون وجامعة جورج واشنطن.
نشرت بولوباش أبحاثاً ومؤلفات في مجالات كالأدب وثقافة الأمريكيتين والأدب الهنغاري والدراسات النسوية والجندرية والدراسات اليهودية والقضايا الاجتماعية.
حصلت بولوباش على عددٍ من الجوائز في اعترافٍ بإنجازاتها العلمية، إذ حازت على جائزة HUSSE عن أفضل كتاب (عن كتابها “تاريخ الأدب الأمريكي”)، وجائزة لاسلو أورساغ عن إنجاز العمر، ووسام استحقاق الجمهورية الهنغارية وجائزة أولبرت سينت يورغي.

## نشاطها السياسي
كانت بولوباش ناشطة في المعارضة السياسية في ثمانينيات القرن الماضي. شاركت في الحركات المؤيدة لحقوق الإنسان والأقليات في ترانسلفانيا، لذا طردتها السلطات الرومانية عام 1982 إلى الأبد من رومانيا التي كانت تحت حكم تشاوتشيسكو وقتها، ودعمت السلطات المجرية هذه الخطوة، وسحبت منها بولوباش جواز السفر، أو ما يُعرف بجواز السفر الأحمر، والذي كان يسمح لها بالسفر إلى دول حلف وارسو. كرّست بولوباش نفسها لقضايا حقوق الإنسان، لذا أنشأت عام 1989 مجموعة نقاشٍ سياسية تُدعى “النسويات المجريات” في مدينة سيجد الهنغارية، وهي أول منظمة غير شيوعية تهتم بحقوق المرأة.

## الخدمة العامة
عملت بولوباش في مناصب إدارية حكومية بعد تغيّر النظام السياسي الحاكم في البلد، حيث شغلت منصب نائبة رئيس البعثة والقائم بالأعمال في السفارة الهنغارية في العاصمة الأمريكية واشنطن، ومنصب رئيسة إدارة الأطلسي والعلاقات الإسرائيلية في وزارة الخارجية الهنغارية في العاصمة بودابست. عملت أيضاً في منصب نائب رئيس المجلس الأطلسي الهنغاري، وشغلت منصب الأمين العام للمجلس بين عامي 1992 و1996، حيث شكّلت بولوباش وقتها جماعات ضغط كي تحصل المجر على عضويتها في حلف الناتو.